# Haasiophis
Haasiophis, bestaande uit de enige soort Haasiophis terrasanctus, is een geslacht van uitgestorven slangen met achterpoten. Het is een van de drie geslachten van slangen uit het Cenomanien, waarvan bekend is dat ze achterpoten hadden.

## Etymologie
Het geslacht werd benoemd ter ere van wijlen paleontoloog Georg Haas, die als eerste de fossielen van Ein Yabrud opgroef en een aanvang maakte met de beschrijving van het geslacht voordat hij stierf, plus het Griekse ophis, voor slang. De soortaanduiding is het Latijn terrasanctus wat 'uit het heilig land' betekent.

## Materiaal van het specimen
Haasiophis terrasanctus is bekend van een enkel fossiel dat werd ontdekt in Ein Yabrud in de heuvels van Judea, in de buurt van Ramallah, twintig kilometer ten noorden van Jeruzalem, op de centrale Westelijke Jordaanoever. Deze vindplaats produceerde ook het type en het enige exemplaar voor het zustergeslacht Pachyrhachis. Deze vindplaats bestaat uit kalksteencarbonaat dat is afgezet in een laag-energetische mariene platformomgeving. Het enige bekende exemplaar van Haasiophis terrasanctus, gehuisvest in de collecties van de Hebreeuwse Universiteit van Jeruzalem als exemplaar HUJ-Pal. EJ 695., meet achtentachtig centimeter, mist alleen het puntje van de staart en wordt beschouwd als een kleine slang.

### Schedel
De schedel is goed bewaard gebleven, hoewel enigszins samengedrukt. In de typebeschrijving wordt de schedel beschreven als een mix van basale kenmerken, zoals die gevonden worden bij woelslangen, en geavanceerde eigenschappen die gevonden worden bij macrostomaten. De schedel toont een kleine premaxilla die geen tanden draagt, terwijl de maxilla, verhemeltebeen, pterygoïde en dentaria drieënzeventig tot vijfenzeventig tanden bevatten. Het preorbitale gebied van de schedel, dat klein en slank is, is vergelijkbaar met het preorbitale gebied van pythons. Het contact tussen de prefrontale en frontale botten van de schedel lijkt sterk op die van het zustergeslacht Pachyrhachis en de niet-verwante Dinilysia. 

### Postcrania
Omdat de staart van het exemplaar grotendeels ontbreekt, is het totale aantal bekende wervels 159, plus fragmenten van een 160e, waarbij de ribbenkast zich uitstrekt van de 5e tot de 154e wervel. Lymphapophyses (gevorkte 'cloacale' ribben) worden gevonden vanaf de 155e wervel en doorlopend tot de 160e. De ribben van de 45-48e en 105-108e wervels vertonen tekenen van pachyostose, dus benige verdikking en groei.

### Achterpoten
Samen met zijn zustergeslacht Pachyrhachis bezit Haasiophis geen sacrale ribben of wervels. Evenals Pachyrhachis is er geen bewaarde aanwijzing van een verbinding tussen de wervelkolom en de bekkengordel. De bekkengordel wordt gedeeltelijk afgedekt door over elkaar liggende botten, waardoor de details die te zien zijn, worden verminderd. Röntgenfoto's van het specimen onthullen Haasiophis terrasanctus met een eenvoudig triradiaat bekken vergelijkbaar met dat van Pachyrhachis. Beide dijbeenderen zijn bij het exemplaar bewaard gebleven, maar de rest van het rechterbeen ontbreekt. Het linkerzeugopodium, het voetwortelbeen, het scheenbeen en het kuitbeen zijn bewaard gebleven, hoewel het scheenbeen enigszins is gedisarticuleerd. De voet bestaat uit drie tarsale ossificaties en vijf middenvoetsbeentjes. De tarsale ossificaties vertonen geen tekenen dat de botten tijdens het leven met elkaar verbonden waren. Sporen van twee teenkootjes zijn waarneembaar achter middenvoetsbeentjes twee en drie.

## Taxonomische positie
Verschillende skeletkenmerken van Haasiophis kunnen worden geïnterpreteerd als een aanwijzing dat Haasiophis een juveniel exemplaar van Pachyrhachis is. De kleine totale omvang, onderontwikkeling van de tarsale ossificaties, minder uitgebreide pachyostosis en grotere proportionele grootte van het scheenbeen en kuitbeen zijn allemaal mogelijke kenmerken van een juveniel. De schedel- en tandstructuren van Pachyrhachis en Haasiophis zijn echter duidelijk verschillend. De doornuitsteeksels van Pachyrhachis zijn veel groter in vergelijking en de ribvorm is heel duidelijk afwijkend. Daarom, hoewel ze als zeer nauw verwant worden beschouwd, zijn de twee verschillende geslachten.
Op basis van cladistische analyse van schedelkenmerken worden Haasiophis en zijn zustergeslachten aangeduid als ofwel een zustergroep van, of basale leden van, de macrostomate clade van slangen. Dit wordt ondersteund door de algemene kenmerken van het skelet. De aanwezigheid van de achterpoten vormt echter een probleem bij deze plaatsing. Er zijn twee belangrijke alternatieven voor de aanwezigheid van achterpoten bij Pachyophiidae. De eerste is het secundaire herwinnen van de ledematen van pootloze voorouders, terwijl de tweede de mogelijkheid is van meerdere episoden van pootverlies bij slangen. Helaas zijn het huidige aantal exemplaren uit de familie Pachyophiidae en de complexiteit van de evolutionaire taxonomie van slangen niet voldoende om de ene optie boven de andere te verkiezen.